# Зірімзі
Зірімзі́ (рос. Зиримзи, башк. Еремйә) — присілок у складі Татишлинського району Башкортостану, Росія. Входить до складу Аксаїтовської сільської ради.
Населення — 196 осіб (2010; 173 у 2002).
Національний склад:
- башкири — 92 %